# Rhesala albolunata
Rhesala albolunata är en fjärilsart som beskrevs av Moore 1882. Rhesala albolunata ingår i släktet Rhesala och familjen nattflyn. Inga underarter finns listade.